# Sarracenia alata
Espèce
Classification phylogénétique
Répartition géographique
Statut de conservation UICN

 NT  : Quasi menacé
Statut CITES
Sarracenia alata est une espèce de plantes à fleurs de la famille des Sarraceniaceae. C'est une plante carnivore qui se trouve à l’état sauvage du sud de l’Alabama jusqu’à l’ouest le long de la côte du Golfe à l’est du Texas. Cette plante pousse dans des sols argileux comme des prairies sableuses sous un climat tempéré et humide.

## Description
C'est une plante carnivore vivace, rhizomateuse, herbacée. Les feuilles sont généralement vertes avec beaucoup de veines rouges, et elles peuvent mesurer 75 cm de haut.

### Urnes

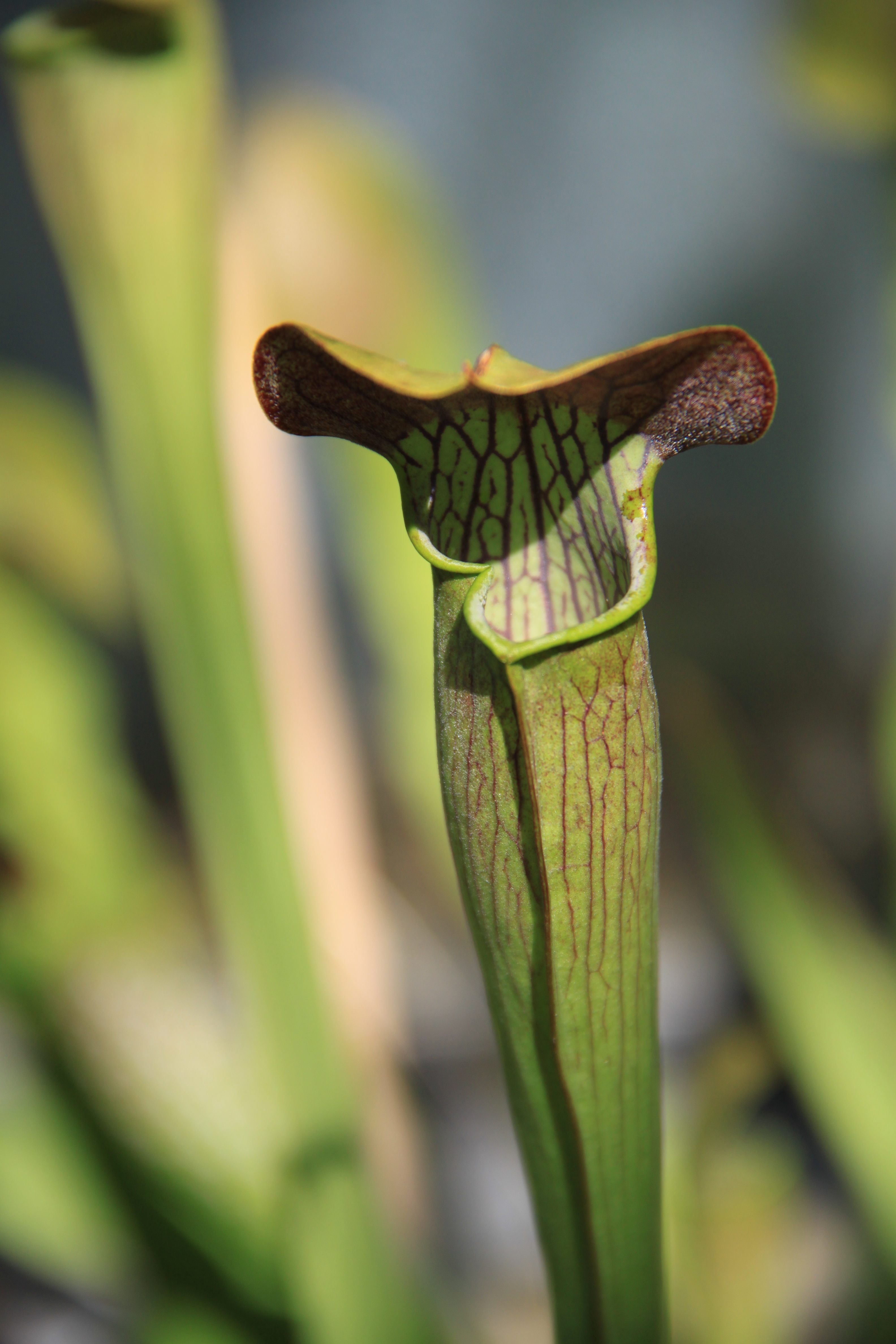
Sarracenia alata au muséum de Toulouse.

L'urne est dressée et tubulaire, plus ou moins persistante l'hiver, de couleur verte avec plus ou moins de nervures rouges ou bien entièrement rouge pourpre. L'aile ventrale s'élargit de la base jusqu'au un tiers de la hauteur, puis la largeur diminue, elle est faible près de la bouche qui, elle, est ovale.
Le péristome étroit, réfléchi se prolongeant dans l'aile en avant, s'élevant en col court derrière. L’opercule de 4 à 8 cm et 3 à 6 cm de largeur est dressé près de la bouche et légèrement concave ou, en forme de cœur. Elle attrape les proies en leur offrant un nectar qui est sécrété autour de la bouche de la plante et à sa base intérieure.
Les insectes trouveront le nectar, et s'ils font un mauvais pas, tomberont dans la trappe. Une fois à l'intérieur, la retraite est impossible. De petits poils rigides pointent vers le bas, retenant les insectes. L'intérieur de la trappe est également très glissant ; même les insectes avec la meilleure traction ne pourront en sortir. Lorsque l'insecte atteint le fond, il est dissous par des enzymes, procurant à la plante des nutriments essentiels.

### Fleurs
Les fleurs solitaires vont du jaune pâle au blanc presque pur, d’où son nom commun. Elle est grande, diamètre de 5 à 7 cm, penduleuse. Elle a un léger parfum entre l'odeur du citron et de la violette.

## Culture
Sarracenia alata est une plante que l'on peut recommander à tous les amateurs de plantes carnivores.

### Substrat
Comme pour beaucoup de Sarracenia, on utilisera de la tourbe blonde 2/3 et du sable 1/3. Vu sa répartition géographique elle a une grande résistance aux froids et ne pose pas de problème majeur. Un pot assez grand est nécessaire pour que la plante donne de bons résultats.

### Arrosage
Elle a besoin d'une atmosphère et d'un sol humide. L'eau doit être distillée ou de l'eau de pluie, puisqu'elles ne tolèrent pas l'eau du robinet. C'est une bonne idée de placer une soucoupe contenant un fond d'eau, pendant la période de croissance. Élevez le pot en plaçant des cailloux, de sorte que la base du pot soit à peine en contact avec l'eau. Ceci procurera à la plante une source d'humidité constante.

### Température
Sarracenia alata demande beaucoup de lumière, du plein soleil. La température idéale se situe entre 21 et 27 °C. Dans des régions ombragées, une source de lumière artificielle est requise. Elle a besoin d’une saison hivernale pour vivre à long terme.
Procurez-lui une période de dormance en hiver d'environ trois mois. Une maison est trop chaude pour cette plante. La plante doit être déplacée à un endroit où la température demeurera entre 2 et 5 °C. Seulement la protéger contre les vents violents et les périodes de froid intense, si vous la laissez en extérieur.

## Multiplication
La germination des graines est assez facile et donne des plantes saines et solides. Les boutures par division du rhizome sont à envisager comme pour les autres Sarracenia. Elle peut bien germer dans de la mousse de sphaigne aussi bien que dans un mélange de mousse de sphaigne et de sable, qui peut être constitué de 30 % à 100 % de mousse de sphaigne.
Lorsque quelques plants commencent à pousser, découvrez lentement le dessus du pot, un peu plus à chaque jour, pour ne pas placer les semences sous le stress d'un changement drastique du niveau d'humidité. Après la stratification à froid, la germination prend environ de 1 à 3 mois, mais cela pourrait être davantage, dépendamment du degré de dormance brisé.